# Trachycephalus helioi
Trachycephalus helioi es una especie de anfibio anuro de la familia Hylidae.

## Distribución geográfica
Esta especie es endémica del estado de Pará en Brasil. Se encuentra en el municipio de Juruti.

## Descripción
Los machos miden de 53 a 62 mm, el holotipo macho mide 57 mm.

## Etimología
Esta especie lleva el nombre en honor a Hélio Ricardo da Silva.

## Publicación original
- Nunes, Suárez, Gordo & Pombal, 2013: A second species of Trachycephalus Tschudi (Anura: Hylidae) with a single vocal sac from the Brazilian Amazon. Copeia, vol. 2013, p. 634–640.[3]